# Phillipsburg (Ohio)
Phillipsburg es una villa ubicada en el condado de Montgomery, en el estado de Ohio (Estados Unidos).

## Geografía
Phillipsburg se encuentra ubicada en las coordenadas 39°54′14″N 84°24′4″O / 39.90389, -84.40111. Según la Oficina del Censo de los Estados Unidos, en 2010 tenía una superficie total de 0,69 km², toda ella correspondiente a tierra firme.

## Demografía
Según el censo de 2010, Phillipsburg estaba habitado por 557 personas y su densidad de población era de 808,49 hab/km². Según su raza, el 97,67% de los habitantes eran blancos, el 1,44% negros o afroamericanos, el 0,36% asiáticos, y el 0,36% de otras razas. Además, el 0,18% pertenecían a dos o más razas y, del total de la población, el 3,23% eran hispanos o latinos de cualquier raza.